# Ображейовиці
Ображейовиці (пол. Obrażejowice) — село в Польщі, у гміні Радземиці Прошовицького повіту Малопольського воєводства.
Населення — 162 особи (2011).
У 1975-1998 роках село належало до Краківського воєводства.

## Демографія
Демографічна структура станом на 31 березня 2011 року:
|          | Загалом | Допрацездатний вік | Працездатний вік | Постпрацездатний вік |
| -------- | ------- | ------------------ | ---------------- | -------------------- |
| Чоловіки | 76      | 15                 | 51               | 10                   |
| Жінки    | 86      | 17                 | 47               | 22                   |
| Разом    | 162     | 32                 | 98               | 32                   |